# داگلاس سی-۱۳۲
داگلاس سی-۱۳۲ (به انگلیسی: Douglas C-132) یک هواپیمای ساختِ کارخانهٔ شرکت هواپیماسازی داگلاس در کشور ایالات متحده آمریکا است.